# Sarah Robles
Pour les articles homonymes, voir Robles.
Sarah Elizabeth Robles est une haltérophile américaine née le 1er août 1988 à San Diego. Elle a remporté la médaille de bronze de l'épreuve des plus de 75 kg aux Jeux olympiques d'été de 2016 à Rio de Janeiro. Elle récidive, cinq ans plus tard, à Tokyo mais cette fois dans la catégorie des plus de 87 kg.